# アクタン・ゼロ

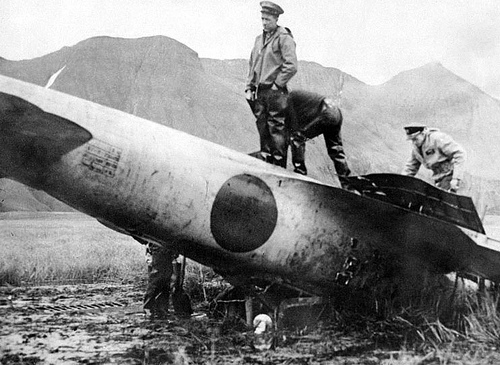
アメリカ軍により検分される零戦。アクタン島 1942年7月11日。

アクタン・ゼロ（英: Akutan Zero、あるいは古賀のゼロ〈Koga's Zero〉、アリューシャン・ゼロ〈Aleutian Zero〉とも呼ばれる）は、第二次世界大戦中にアラスカ準州アリューシャン列島のアクタン島に不時着した三菱零式艦上戦闘機二一型（製造番号4593）のアメリカ軍における呼称。

## 概要
1942年7月に、ほとんど無傷のままアメリカ軍に回収され、大戦中アメリカ軍が鹵獲した初めての零戦となった。回収後、機体は修理され、アメリカ軍テストパイロットによってテスト飛行が行われた。結果、アメリカ軍は大戦を通して大日本帝国海軍の主力戦闘機であった零戦に対抗する戦術を研究することができた。
アクタン・ゼロは「アメリカにとってもっとも価値あるといってよい鹵獲物」であり、「おそらく太平洋戦争における最高の鹵獲物の一つ」と言われた。
日本の元軍人・自衛官であり歴史家の奥宮正武は、アクタン・ゼロの鹵獲は「（日本にとって）ミッドウェー海戦の敗北に劣らないほど深刻」であり、「最終的な降伏を早めることに多大な影響を及ぼした」と述べた。その一方で、ジョン・ランドストームなどは「伝説の戦闘機にうち勝つための戦術を考案するには古賀のゼロの分析が必要だった」という主張に疑問を呈している。
アクタン・ゼロは1945年に訓練中の事故により失われた。その破片はいくつかのアメリカの博物館に保管されている。

## 三菱零式艦上戦闘機

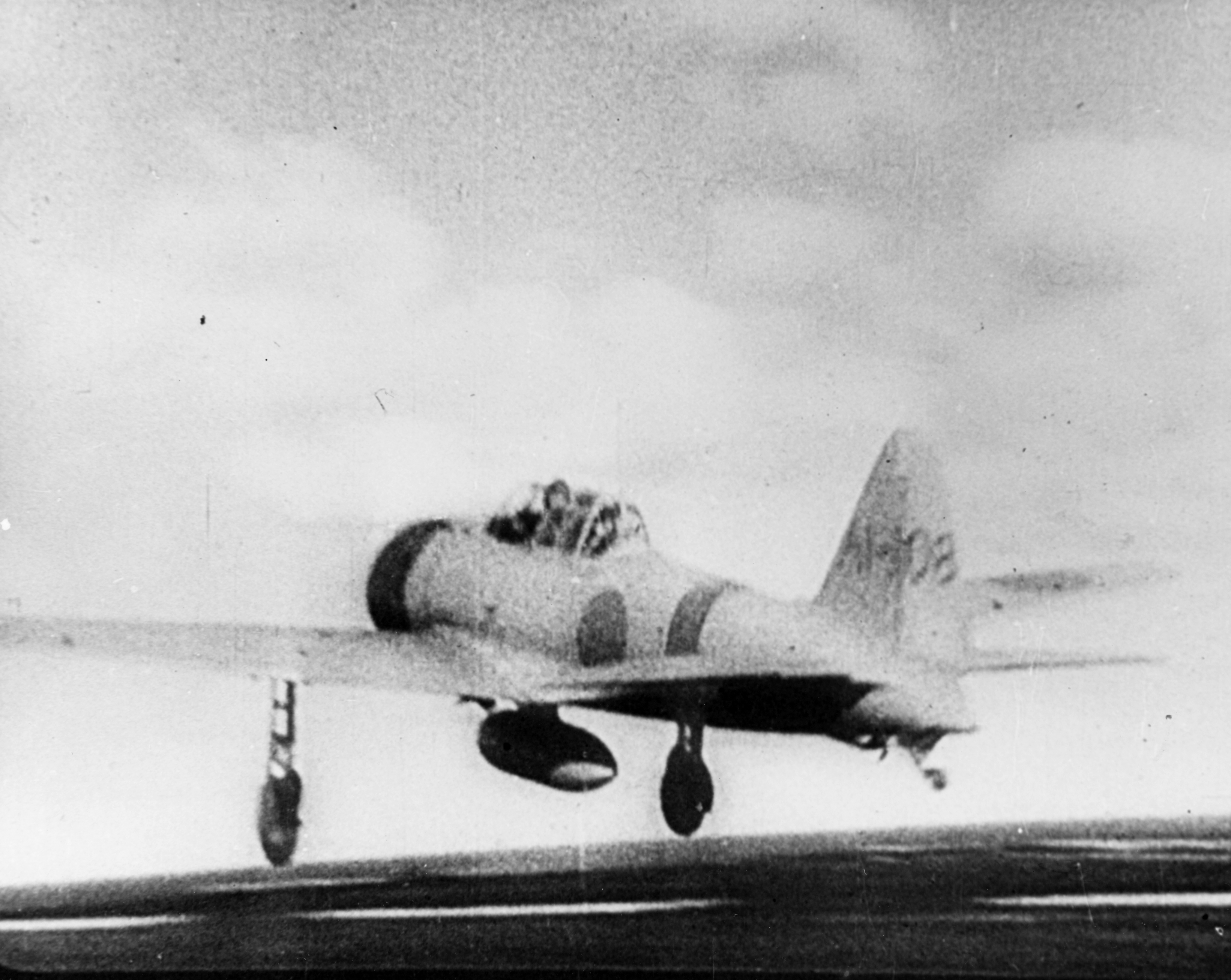
空母赤城から真珠湾攻撃に向かう零戦21型。

1939年に初飛行した零戦は、非常に機動性に優れた軽戦闘機であり、その格闘性能および航続性能は当時世界のあらゆる戦闘機よりも優れていた。しかし、軽量化のために防御力・耐弾性を犠牲にし、防弾鋼板や防漏式燃料タンクを備えていなかった。アメリカ人作家ジム・リアデンによれば、「零戦はおそらく第二次世界大戦において、被弾させればもっとも撃墜しやすい戦闘機だった。日本はアメリカ軍戦闘機の質の向上と数の増加に立ち向かうために必要なだけの数のより改良された戦闘機を製造する準備をしていなかったか、あるいはそれができなかった」。結果、零戦は大戦を通して日本海軍の主力戦闘機であり続けた。
1940年、フライング・タイガースの指揮官クレア・リー・シェンノートは、零戦の性能についてのレポートを提出したが、アメリカ戦争省の分析官はそれを「実にばかげている」として認めず、空気力学的に不可能であるとの結論を下した。戦争初期、零戦は交戦したあらゆる敵機より勝っており、アメリカのエース・パイロットウィリアム・N. レオナードによれば、「これら初期の交戦から、そして我々自身が、（零戦と）ドッグファイトすることの愚かさを教えられた」。
真珠湾攻撃において9機の零戦が撃墜された。これらの残骸から、連合軍は零戦が防弾鋼板や防漏式燃料タンクを装備していないことがわかったが、これが長距離飛行をするために特別に軽量化された結果なのか、それともこれが標準的なものなのかわからず、またその他にはほとんどなにも知ることができず、零戦のそれと闘うための戦術や機器を考案するために重要な飛行性能の特性は謎のままだった。
アクタン・ゼロの回収以前、連合軍は他で墜落した3機の零戦から技術情報を入手する機会があった。1機目（製造番号5349、豊島一（とよしまはじめ）一飛兵搭乗）は、ポート・ダーウィン空襲の後メルヴィル島に墜落した。機体は激しく損傷し、豊島は太平洋戦争においてオーストラリアが初めて捕縛した戦争捕虜となった。
2機目は前田芳光（まえだよしみつ）三飛曹が搭乗し、ニューギニア島のロドニー岬付近で墜落した。機体の回収チームが派遣されたが、翼を切り離すときに誤って翼桁を切断してしまい、飛行不能となった。3機目は中華民国から来た。シェンノートの下にいたゲルハルト・ノイマンは零戦を稼働可能な状態に復元することができた。ノイマンは、中華民国領内に着陸し、一部は無傷なままの鹵獲された零戦（製造番号3372）に、回収された他の零戦の部品を使用して修理を行った。しかし、当時は連合国が日本軍に対して劣勢であり、アメリカへの輸送に長い時間を要したため、アメリカに到着したのはアクタン・ゼロがテストのためにアメリカに到着した後のことだった。

## 古賀一飛曹最後の任務

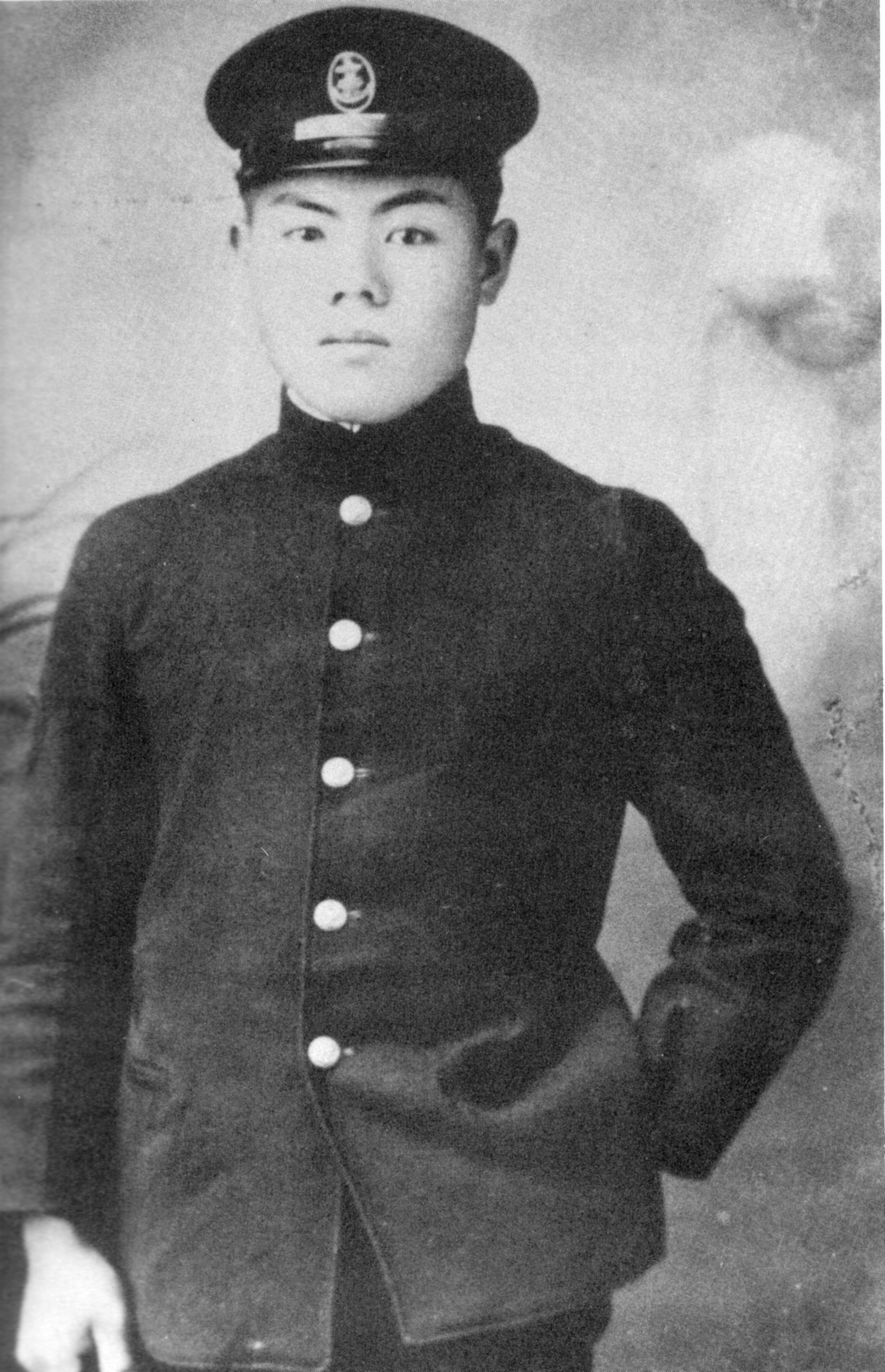
古賀忠義（こがただよし）一等飛行兵曹（1922年9月10日 - 1942年6月4日）

1942年6月、ミッドウェー海戦に連動して、日本はアラスカ南方沖のアリューシャン列島を攻撃した。角田覚治少将指揮の攻撃部隊は、6月3日およびその翌日の2回にわたりウナラスカ島のダッチハーバーを爆撃した。
古賀忠義一飛曹は、6月4日の攻撃隊の一員として空母龍驤から発艦した。編隊は一番機が遠藤信（えんどうまこと）飛曹長、二番機が古賀、三番機が鹿田二男（しかだつぐお）二飛曹。古賀と僚機はダッチハーバーを攻撃し、アメリカ軍の飛行艇PBY-5Aカタリナ（パイロットはバド・ミッチェル）を撃墜、生存者を機銃掃射した。この最中に古賀機は損傷を受けた。

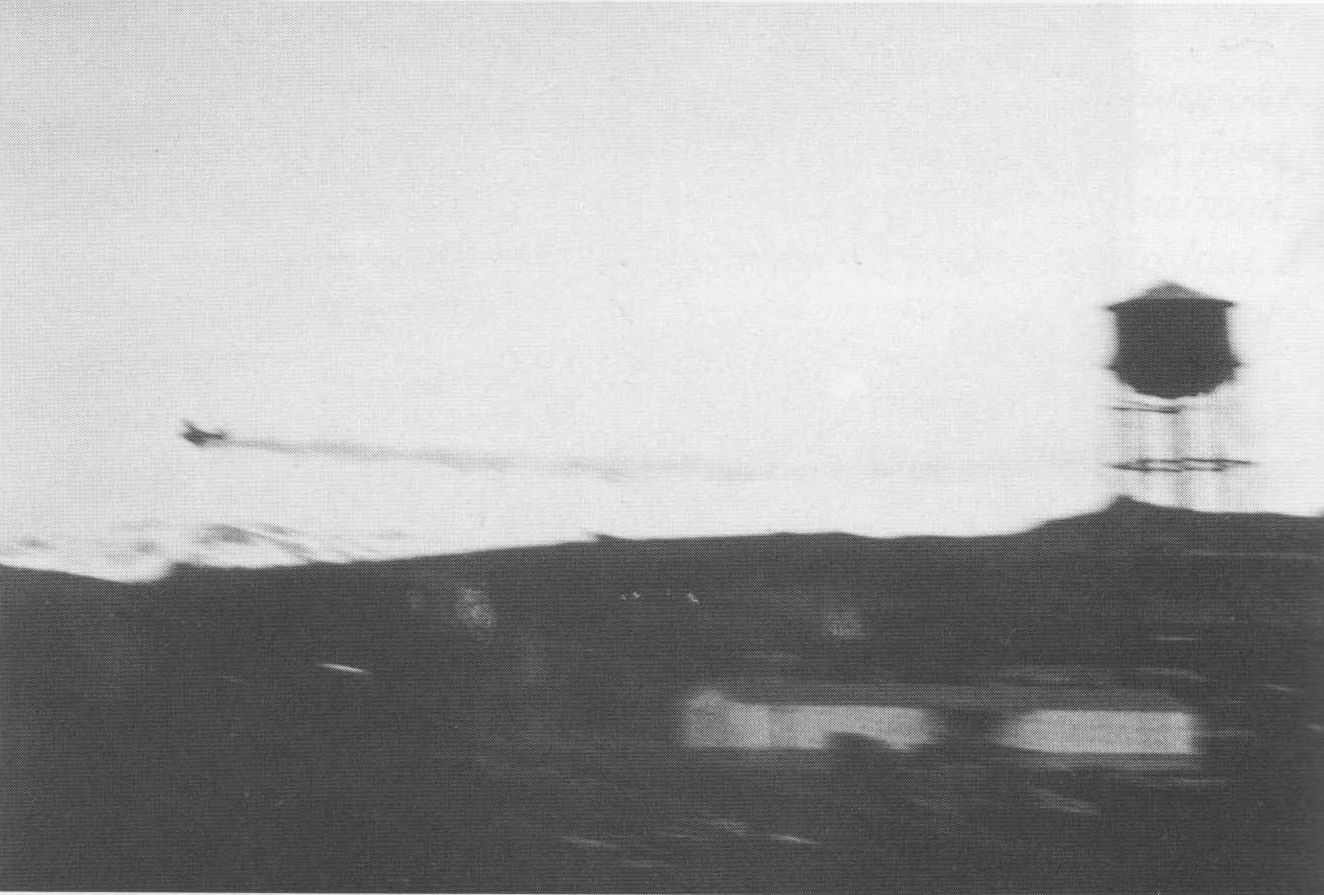
被弾後、ダッチハーバー上空を飛行する古賀機。この写真ではオイルをひいている。

1984年に発表された従軍記において鹿田は、古賀機の損傷は彼の隊が湾に係留されていたPBYを攻撃した際に被弾したものだと主張した。この説明ではミッチェルのPBY撃墜に関して何も言及されていないが、日米双方の、この日湾にはPBYはいなかったという記録と彼の主張とは矛盾しており、一方でその前日（6月3日）のダッチハーバーへの攻撃に関するアメリカ側の記録とは一致している。リアデンは、「その出来事から半世紀近く経っているので、鹿田の記憶が6月3日と4日の攻撃を混同した可能性が高いと思われる … 彼へのインタビューにおいて、彼らがミッチェルのPBYを撃墜し、その後海面を掃射したことに触れないよう、都合のいいことだけを覚えている可能性もあるかもしれない」と述べている。
何人もが古賀を撃ち、墜落させたのは自分だと主張しているが、それが本当は誰なのかは分かっていない。証拠写真が強く示唆しているのは、彼は地上砲火により被弾したということである。機体の調査で、それは上方および下方からの、小火器によるもので.50口径かそれ以下の弾痕が確認された。

### 墜落
致命弾は潤滑油系統を切断し、機体から間もなく油が漏れ出した。古賀はできるだけエンジンの停止を防ぐために速度を落とした。
3機の零戦は緊急着陸場所に指定されていた、ダッチハーバーの東25マイル（約40km）にあるアクタン島に向けて飛行した。この島の付近が、日本軍潜水艦による墜落した搭乗員の救出地点に割り当てられていた。アクタン島に着いた3機はブロード湾から半マイル内陸にある草深い平地上空で旋回した。鹿田は初めは草の下の地面が堅いかと思ったが、2回目の上空通過時に水が光っていることに気づいた。彼はすぐに古賀が胴体着陸すべきだと思った。しかし、その時にはもう古賀機は主脚を下ろしており、着陸寸前だった。—Jim Rearden、Koga's Zero, 1995, p. 58.
主脚は水とぬかるみにはまり、機体はひっくり返って、滑りながら停止した。この着陸で機体はほとんど無傷のままだったが、古賀はおそらく衝撃で首の骨を折ったか頭を強打して死亡した。上空を旋回していた僚機は、敵地に着地した零戦はこれをすべて破壊すべしという命令を受けていたが、彼らには古賀がまだ機内で生存しているかどうか分からず、彼ら自身で古賀機を射撃し破壊することができなかった。最終的に、彼らは機体の破壊をせずに帰投することにした。搭乗員救出のためにアクタン島沖に配置されていた潜水艦は、アメリカ軍駆逐艦ウィリアムソンに追い払われるまで、古賀を探し続けた。
［注　上の記述は、アメリカの著述家ジム・リアドンの『Koga's Zero』に基づいて書かれた、英語版ウィキペディアにある記載をほぼそのまま日本語訳したものである。公正を期するため以下の点を指摘しておく。1) すでに不時着した航空機を空中から攻撃するには極めて高度な技量を要する。2) 仮に攻撃が成功しても、不時着した航空機を完全に破壊するのは非常に難しい。3) ゆえに敵の手に機体が渡るのを防ぐためには、飛行中に撃墜する必要がある。4) 戦闘中に味方を撃った場合、発砲者は軍法会議にかけられる。5) 敵地に着陸した零戦はただちに破壊するよう操縦士たちが命じられていたという主張は、裏が取れていない。］

## 回収

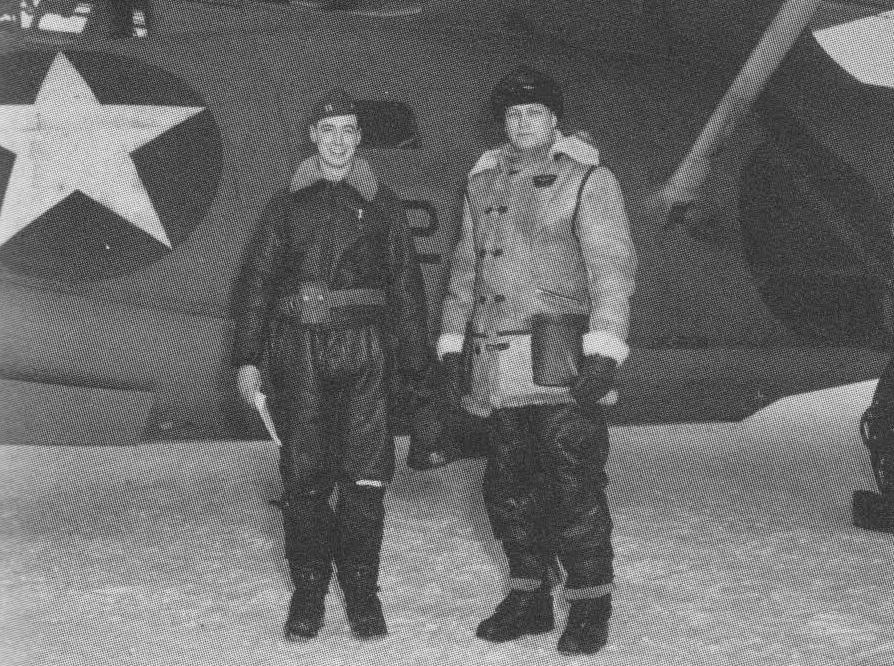
アクタン・ゼロを発見したPBYカタリナのパイロット、ビル・ティース（左）

墜落現場は通常の飛行路の視野外であり、海上からも見えなかったため、1か月以上気づかれず、そのままになっていた。7月10日、アメリカ軍ウィリアム・ティース中尉が操縦するPBYカタリナがその残骸を発見した。ティースのカタリナは、推測航法による哨戒中に機位を失ってしまった。彼はシュマージン諸島を把握し、機首の向きを変え、アクタン上空を通過しダッチハーバーに直行するコースをとって戻り始めたが、その途上で機長のアルバート・ナックが古賀機の残骸を発見した。ティースの機は墜落現場上空を旋回し、地図上の位置を確認して報告のためダッチハーバーへ帰投した。ティースは彼の指揮官であるポール・フォーリーに対し、回収チームとともに現地へ向かわせてくれるよう説得した。翌日、チームは残骸を検分するために離陸した。海軍カメラマン助手のアーサー・W. バウマンが彼らの作業を撮影した。

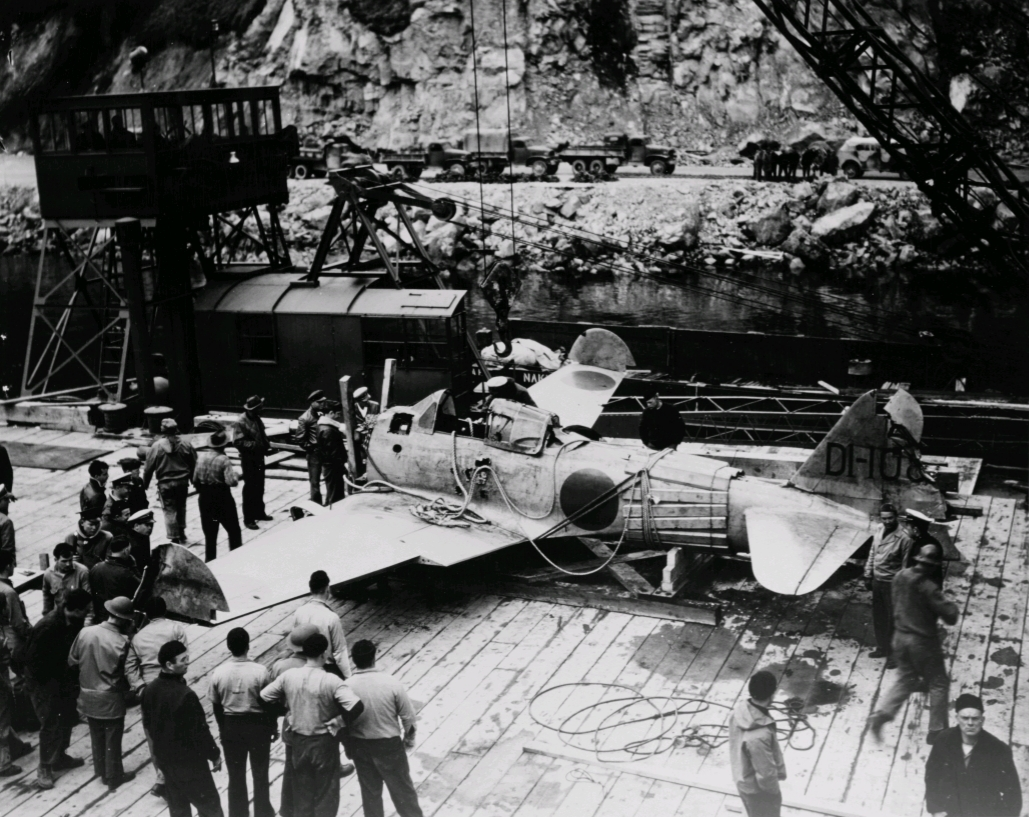
輸送されるアクタン・ゼロ。1942年7月。

現地に到着すると、古賀の遺体はチームで一番小柄だったナックによって機体から引き出され、なにか情報価値のあるものがないか探された後に簡単に埋葬された。検分の後チームはダッチハーバーに帰還し、ティースは機体が回収可能であることを報告した。翌7月12日、ロバート・カームス中尉指揮の回収チームがアクタンへ派遣された。チームは古賀を近くの丘にキリスト教式で埋葬し、機体の回収作業を開始した。しかし、重機を使用することができず（運搬船が2つの錨を失ったため重機を降ろすことができなかった）、作業ははかどらなかった。7月15日、3回目の回収チームが派遣された。今度は、重機を使って機体を損傷させずにぬかるみから引き出し、近くのはしけに牽引することができた。機体はダッチハーバーへ運ばれ、上向きに起こされ、洗浄された。
アクタン・ゼロは輸送船セント・ミヒエルに積み込まれ、シアトルへ向けて運ばれ、8月1日に到着した。そこから荷船でサンディエゴ付近のノースアイランド海軍航空基地へ運ばれ、慎重に修理が行われた。この修理は、「大部分が垂直安定板、ラダー、翼端、フラップおよびキャノピーの整備だった。主脚柱の切り離しは広範囲にわたる作業が必要とされた。住友製三翅プロペラは化粧仕上げを施され、再利用された」。日の丸のラウンデルは、アメリカ軍のインシグニアに塗り替えられた。機体は、自称土産物ハンターによる被害を阻止するため、24時間体制で憲兵の警備下に置かれた。機体は9月20日に再飛行可能となった。

## 分析された零戦

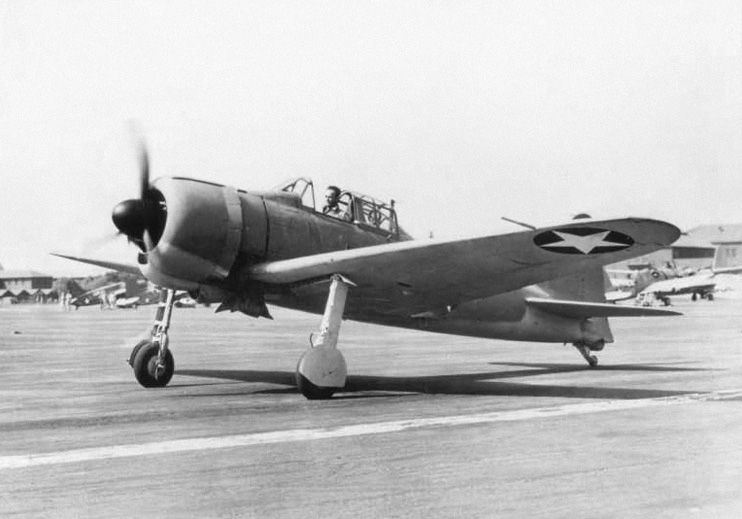
エディー・サンダースが操縦する零戦

鹵獲したゼロからのデータは、米国海軍航空局とグラマン社に送信された。慎重な研究の結果、技術者で起業家のロイ・グラマンは、防弾鋼板、防漏式燃料タンク、胴体構造を犠牲にせずに、航続距離を除いてほとんどの点でゼロに匹敵するかそれを上回る戦闘機を作ることができると判断した。新型のF6Fヘルキャットは、馬力を増して重量の増分を補っている。
鹵獲から3か月後の1942年9月20日、エディー・R・サンダース少佐は、アクタン・ゼロのテスト飛行を開始した。彼は10月15日までの間に24回のテストを行った。サンダースは以下の所見を述べている:
これらの飛行では、我々が海軍試験で航空機に対して実施しているような性能テストを行った。最初の飛行で、我々が適切な戦術によればつけ込めるゼロの弱点が明らかになった。すぐに分かったのは、速度が200ノット（時速約370km）を越えるとエルロンが重くなり、そのためその速度でのローリング機動が遅く、操縦桿の操作に大きな力が必要だということだった。左へのロールの方が右よりやりやすかった。また、フロート式キャブレターのせいで、マイナスGがかかるとエンジンが停止した。我々は今、ゼロに後ろを取られ、逃げることのできないパイロット達のための答えを得た。（操縦桿を前に倒し）マイナスGをかけて垂直急降下し、できればゼロのエンジンが停止している隙に距離を開ける。200ノットくらいで、ゼロのパイロットが照準を合わせる前に右に激しくロールする。—Jim Rearden、Koga's Zero, 1995, p. 73.
後のテスト飛行では、海軍支援施設アナコスティアの飛行テスト責任者、フレデリック・M. トラップネルが零戦を飛ばし、サンダースが米軍機で同時に同一の機動をして行われた。この後、メルヴィル・“ブーギー”・ホフマンがさらに格闘戦のテストを実施した。
海軍によるテストの後、零戦は海軍航空基地ノースランドから海軍支援施設アナコスティアへ送られた。1944年、機体は太平洋戦線へ向かうパイロットの練習機として再びノースランドへ送られた。グアムの戦いで零戦五二型が鹵獲され、後にこれも使用された。
これらテストのデータおよびその結果は、『Informational Intelligence Summary 59』、『Technical Aviation Intelligence Brief #3』、『Tactical and Technical Trends #5』（最初のテスト飛行の前に公表された）、および『Informational Intelligence Summary 85』で公表された。これらは、零戦の能力を若干低く評価する傾向にある。

## 結果
一部で、鹵獲した零戦からの情報がグラマンF6Fヘルキャット艦上戦闘機の設計に利用されたと述べられることがあるが、F6Fの設計、発注、および試作機の初飛行はアクタン・ゼロの発見前にすでに行われており、F6Fの量産第一号機の初飛行は1942年10月4日であって、アメリカ軍によるアクタン・ゼロの第1回テスト飛行のわずか2週間後である。零戦のテストはF6Fの設計に影響を及ぼすことはなかったが、右ロールおよび急降下時の欠点など零戦の操縦特性に関する情報は提供され、それがF6Fの性能向上とともにアメリカ軍パイロットが「太平洋の戦況を変える」のに役立つと高い評価を得た。アメリカ軍エースケネス・ウォルシュおよびR・ロバート・ポーターは特に、この情報から得られた戦術のおかげで命拾いしたと評している。零戦を発見したPBYカタリナ隊の指揮官で後に中将に昇進したジェームズ・サージェント・ラッセルは、古賀の零戦には「極めて大きな歴史的意義があった」と述べた。ウィリアム・レオナードもそれに賛同し、「鹵獲したゼロは宝物だった。私の知る限りその必要性が非常に差し迫っている時に、これほど多くの秘密を解き明かした鹵獲兵器は他にない」と述べている。
一部の歴史家は、アクタン・ゼロが太平洋における空中戦に与えた影響の大きさについて異論を唱えている。例えば、ジョン・サッチが考案しアメリカ軍パイロットが対零戦戦闘において大きな成功を収めることになった戦術「サッチウィーブ」は、真珠湾攻撃以前に、中国からの零戦の性能レポートに基づいて考え出されたものである。
古賀のゼロの鹵獲および飛行テストは一般に、謎の飛行機の秘密を白日の下にさらし、ただちに凋落へと導いたので、連合軍にとって素晴らしい幸運だと評されている。この見地にたてば、連合軍パイロットは、それだけから、すばしっこい敵への対処法を学んだことになる。しかし、日本人はもうそれに同意しないだろうし、テスト報告の恩恵を受けずに珊瑚海、ミッドウェー、およびガダルカナルでゼロと闘った海軍パイロットたちは、伝説的な戦闘機にうち勝つ戦術をあみ出すために古賀のゼロの分析結果を必要としたという主張には異を唱えるだろう。彼らにとって、ゼロは長く謎の飛行機のままではなかった。その独特の特性に関する情報は戦闘機パイロットの間ですぐに広まった。実際、テスト中の10月6日にアクタン・ゼロのテストパイロットを務めたトラップネルは、「この機体の全体的な印象は、まさしく情報部が当初作ったもののとおりだ。その性能も含めて。」という非常に意味深い発言をしている。—Jim Rearden、Koga's Zero, 1995, 4-5.

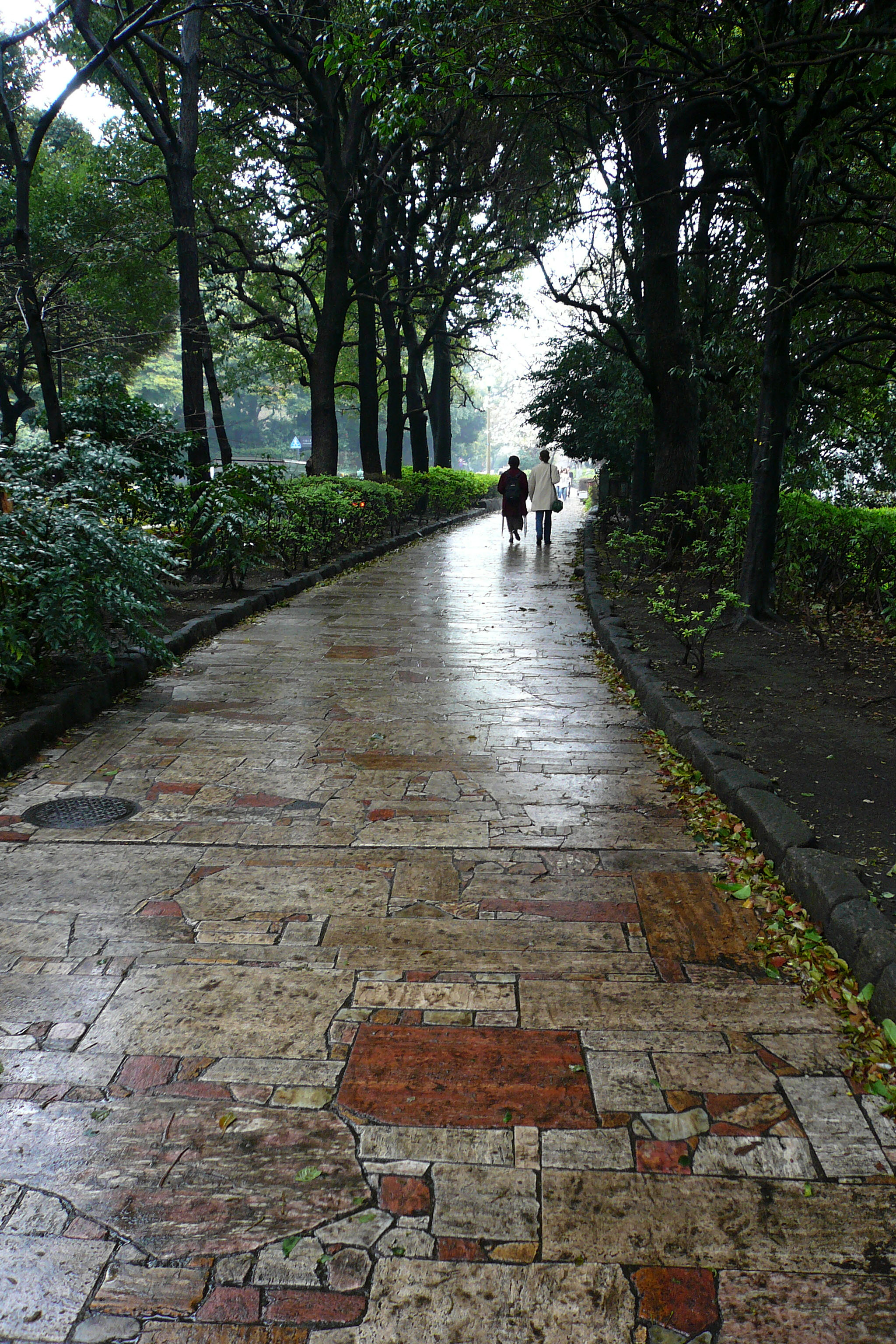
古賀はおそらく千鳥ケ淵戦没者墓苑に安置されている。

しかし、1941年12月の攻撃の直後に、撃墜した9機の三菱A6Mゼロが真珠湾から回収され、アメリカ海軍情報局と米国海軍航空局がそれらを調査し、1942年にオハイオ州デイトンの実験工学課に輸送した。その1942年6月に、実験機グラマンXF6F-1sはテスト中だったということを記しておく。ゼロには「胴体と結合した翼」という、当時のアメリカの航空機では通常行われていない設計上の特徴があった。
1945年2月、アクタン・ゼロは訓練中の事故で破壊された。零戦は離陸に向けてタキシング中に、コントロールを失ったカーチスSB2Cヘルダイバーと激突し、SB2Cのプロペラが零戦を切り刻んだ。ウィリアム・レオナードは、残骸からいくつかの計器盤を回収し、アメリカ海軍博物館に寄贈した。アラスカ遺産博物館およびスミソニアン航空宇宙博物館にも本機の破片が保存されている。

### 古賀一飛曹の帰国
1988年、アメリカ人作家ジム・リアデン (Jim Rearden) を中心に、アラスカで古賀の遺体の捜索が行われた。彼らは古賀の埋葬地を捜し出したが、そこに遺体はなかった。リアデンと日本の実業家カワモト・ミノルが記録を調べ、1947年に古賀の遺体がアメリカの墓地登録サービスのチームによって発掘され、アリューシャン列島のさらに南にあるアダック島に埋葬されていたことを発見した。古賀の身元を知らなかったそのチームは、彼の遺体を身元不明として記録した。アダック島の墓地は1953年に発掘され、236の遺体は日本へ返還された。シンドウ・シゲヨシら身元が確認されている13体以外の、残りの223体の遺骸は千鳥ケ淵戦没者墓苑に再埋葬された。古賀は身元不明者の一人であったと思われる。